# Who Is It
„Who Is It“ је песма америчког текстописца и извођача Мајкла Џексона. Издата је од стране Епик рекордса 31. августа 1992. године као пети сингл са Џексоновог осмог студијског албума, „Dangerous“. Песму је написао Џексон који ју је и продуцирао у сарадњи са Билом Ботрелом. Њен текст говори очајању због раскида са вољеном особом. Неки критичари су га упоредили са текстом Џексонове хит песме, „Billie Jean“, објављене 1982. године.
„Who Is It“ је био комерцијално успешна као сингл широм света. Генерално, позиционирала се међу тридесет најбољих синглова на многим националним лествицама. Песма се пласирала на четрнаестом месту америчке топ-листе „Билборд хот 100“, на шестој позицији листе ритам и блуз синглова као и на врху денс песама. Интернационално, „Who Is It“ се нашао на другом месту на Новом Зеланду, као и на петом у Аустрији, шестом у Француској и на десетом у Уједињеном Краљевству. Песма је такође била међу двадесет најбољих у Швајцарској и Холандији. Џексон је није изводио ни на једној од својих светских турнеја. Ради боље промоције, за песму су снимљена два музичка спота 1993. године.

## Позадина и композиција
Мајкл Џексон је снимио „Who Is It“ 1990. године за свој осми студијски албум, „Dangerous“, који је објављен идуће године. Песма је снимљена од стране Џексона који ју је и продуцирао заједнички са Билом Ботрелом. „Who Is It“ је објављена као пети сингл са албума 31. августа 1992. године од стране Епик рекордса. Џексон није ју изводио ни на једној од својих светских турнеја. 
Песма је изведена у де-молу и умереног је темпа од сто откуцаја по минути. У њој, Џексонов вокални домет се креће између Д4 и Ц6. Кретање акорда се мења од Д3-А7-Д3-А7 ка Г7-А7-Г7-А7. Стихове песме говоре о очају након раскида са вољеном особом која је варала са другим и о сазнању са ким је особа варала.

## Издање и пријем
Музички критичари су упоредили „Who Is It“ са Џексоновим хит синглом „Billie Jean“, објављен 1983. године. Џон Перлес, писац „Њујорк тајмса“, назвао је „Who Is It“ имитацијом „Billie Jean“. Адам Гилхем, „Спутникмјузик“, похвалио је песму у својој критици албума „Dangerous“ (којем је дао оцену 5 од 5), описујући је омиљеном и потцењеном. Сматрао је да је веома мрачна и интроспективна песма о његовој девојци која га је преварила изванредна, нарочито рефрен. Крис Вилмен, „Лос Анђелес тајмс“, такође је изјавио да га је песма подсетила на „Billie Jean“.
Сингл је био комерцијално успешан широм света налазећи се притом међу тридесет најбољих на многим националним листама. Заузео је четрнаесто место топ-листе „Билборд хот 100“. „Who Is It“ се такође појавила на другим „Билбордовим“ лествицама, на шестој позицији хип хоп, ритам и блуз синглова као и на врху денс синглова заменивши Мадонину песму „Fever“ на недељу дана 23. маја 1993. године. Песма је дебитовала у Уједињеном Краљевству на двадесет и петом месту 25. јула 1992. да би следеће недеље била на десетом. Остала је међу сто најбољих седам узастопних недеља од јула до септембра 1992. У Француској је била осма 29. августа док је у Аустралији била 34.
У Аустрији, издање је дебитовало на петом месту; међу тридесет најбољих је била од августа до октобра. „Who Is It“ је дебитовао у Швајцарској 2. августа на 34. позицији да би две недеље касније се нашла на 14. Песма је почела 94. местом у Холандији, да би следећих седам дана напредовала за шездесет места, а затим и била број 13. У Шведској је била 24. да би након четири недеље од свог издања испала из педесет. У Норвешкој је заузимала 10. место а на Новом Зеланду 16. После Џексонове смрти у јуну 2009, његова музика је доживела наглу популарност. „Who Is It“ се поново нашла на швајцарској музичкој листи по први пут у седамнаест година, заузевши 49. позицију 12. јула 2009. године.

## Музички спот
Музички спот за песму „Who Is It“ режирао је Дејвид Финчер. Спот је замишљен тако да површине рефлектују светло приказујући луксуз у његовој раскоши. Џексон глуми човека који пати након што дође до закључка да га девојка вара. Он налази пословну визит-картицу са именом Алекс и помишља да је то љубавник његове девојке. Али заправо име Алекс није име љубавника, него само један од многих идентитета његове девојке која потајно ради као пословна пратња за једну екслузивну агенцију. Њен изглед се визуелно мења зависно од клијената, којих има и неколико за једно вече. Самом променом изгледа Џексонова девојка мења и име којим се представља својим клијентима, а која су исписана на визит-картицама. После сваког одрађеног посла добија пун кофер новца који предаје својим послодавцима. Џексон међу њеним стварима проналази визит-картице са разним именима и схвата целу ствар. Сумњајући да јој дечко нешто зна, једне вечери након пружених сексуалних услуга клијенту она искористи прилику и побегне, јер је возач који је требало да је одвезе на нову локацију заспао у ауту. Она одлази кући код Џексона, али тамо јој врата отвара његов асистент који јој показује да је Мајкл пронашао њене визит-картице и да је њена тајна откривена. Очајна, она се покорно враћа својим немилосрдним послодавцима који су бесни што није одрадила новог клијента и наставља се да се бави проституцијом. Спот се завршава тако што се она већ спрема за новог клијента, док Џексон спава у свом приватном авиону. Током спота непознато лице попут духа се појављује у Џексоновом окружењу и чини се да се свако појављивање поклапа са Џексоновим очајем.
Овај спот никад није приказан на америчкој Музичкој телевизији. Уместо тога амерички МТВ је направио спот од исечака из његових ранијих спотова и наступа са светских турнеја.

## Особље
- Мајкл Џексон: текстописац, аранжер, композитор, продуцент, вокали
- Линда Хармон: додатни вокали
- Бил Ботрел: продуцент, удараљке, синтесајзер
- Брајан Лорен: удараљке
- Луис Џонсон: бас
- Дејвид Пејч: аранжер клавијатура
- Лери Корбет: виолончело
- Џорџ Дел Барио: аранжер гудачких инструмената
- Бред Баксер, Мајкл Бодикер, Дејвид Пејч, Стиви Поркаро, Џеи Ваиндинг: клавијатуре, аранжери клавијатура

## Топ-листе
| Земља (1992/2009)                  | Највиша позиција |
| ---------------------------------- | ---------------- |
| Аустралија                         | 34               |
| Аустрија                           | 5                |
| Холандија                          | 12               |
| Француска                          | 8                |
| Нови Зеланд                        | 16               |
| Норвешка                           | 10               |
| Шведска                            | 24               |
| Швајцарска                         | 14               |
| Уједињено Краљевство               | 10               |
| САД „Билборд хот 100“              | 14               |
| САД денс синглови                  | 1                |
| САД хип хоп, ритам и блуз синглови | 6                |